# Міна Віткойц

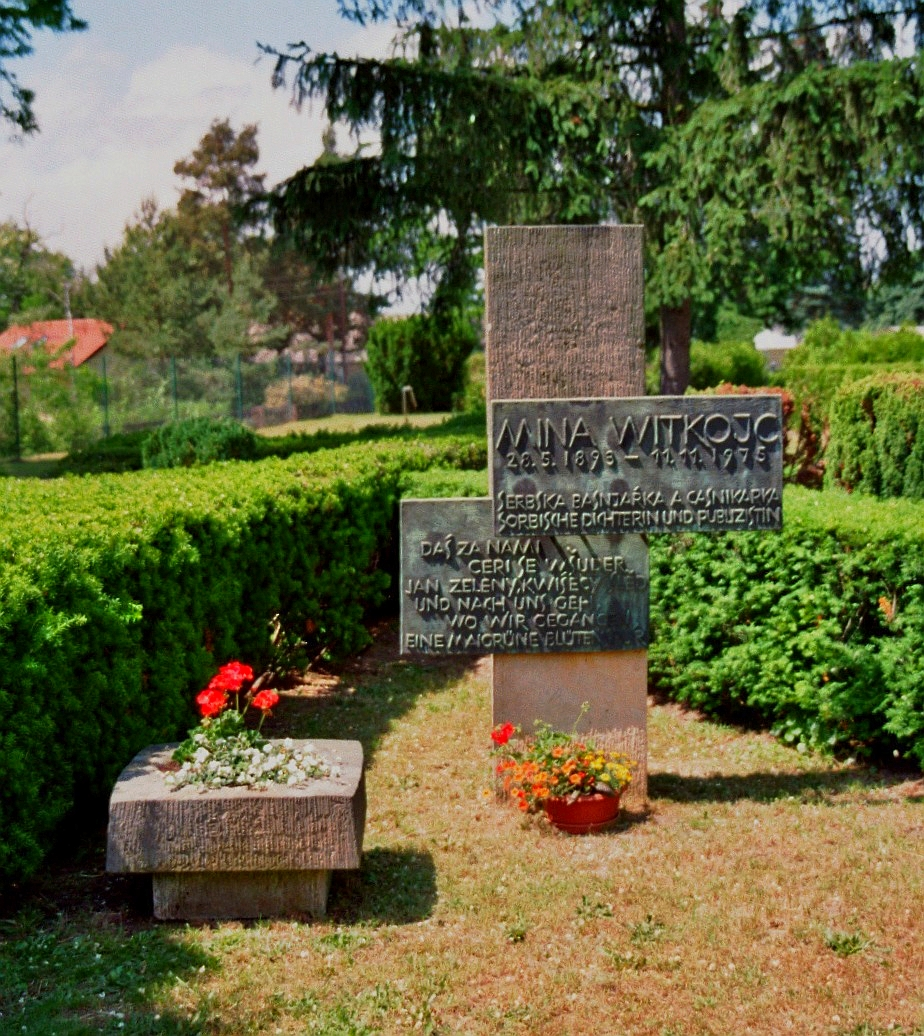
Могила Міни Віткойц, Бург, Німеччина

Міна Виткойц (н.-луж. Mina Witkojc, нім. Wilhelmine Wittka, 25 травня 1893 року, Бург, Німеччина — 11 листопада 1975 року, Папітц, НДР) — нижньолужицька поетеса, прозаїк, перекладачка, журналістка і публіцистка. Поряд з нижньолужицьким поетом Мато Косиком вважається класиком нижньолужицької поезії. Лауреатка премії імені Якуба Чишинського (1964).

## Життєпис
Міна Віткойц народилася 25 травня 1893 року в місті Бург в селянській родині Фріцо Поленьца і Маріанни Віткойц. У ранньому дитинстві стала сиротою. З 1899 до 1907 роки навчалася в середній школі в Бурзі. З 1907 року протягом 10 років працювала в Берліні покоївкою, флористкою і на військовому промисловому підприємстві. В 1917 році повернулася до рідного місто, де почала працювати найманою працівницею у сільському господарстві.
У серпні 1921 року Міна Віткойц познайомилася з групою чеських і верхньолужицьких інтелектуальних діячів, які надихнули її займатися культурною діяльністю серед лужичан. У 1922 році опублікувала свій перший вірш у журналі «Калюжка». У 1923 році переїхала до Баутцена, де до 1931 року працювала редакторкою нижньолужицької газети Serbski Саѕпік. Під час редагування наклад газети досяг з 200 до 1200 екземплярів. В цей же час співпрацювала з лужицькими громадськими діячами Арноштом Мукой та Яном Чижой.
У 1925 році Міна Віткойц випустила свій перший поетичний збірник «Dolnoserbske basni» (Нижньолужицькі вірші). У 1926 році брала участь у Європейському конгресі національних меншин, що відбувся в Женеві. В цей же час займалася перекладами нижньолужицькою мовою творів чеських письменників Божени Немцової та Петра Безруча. Відкрила нижньолужицьких народних письменниць сестер Лізу Домашкойц та Мар'яну Домашкойц і допомагала їм займатися літературною діяльністю.
У роки Веймарської республіки неодноразово притягувалася до суду «за антинімецьку діяльність».
У 1933 році нацистський режим заборонив їй займатися літературною і журналістською діяльністю і вона залишилася без засобів до існування, у зв'язку з чим вона повернулася до Бурга, де знову працювала найманою працівницею у сільському господарстві.
У 1941 році Міна Віткойц через свою діяльність серед лужичан була оголошена нацистським режимом «шкідливим елементом» і відправлена до Ерфурта, де вона пропрацювала в сільськогосподарському підприємстві до кінця Другої світової війни. В 1945 році вона опублікувала поему «Erfurtske spomnjeśa» (Ерфуртські спогади), в якій описала своє життя в Ерфурті.
У 1946 році Міна Віткойц переїхала на недовгий час до Баутцена, де працювала в лужицькій громадській організації Домовіна, потім переїхала до Праги, де проживала до 1954 року. Повернувшись в 1954 році до рідного міста, вона проживала в ньому до своєї смерті в 1975 році.
У 1964 році за свою літературну діяльність Міна Віткойц була удостоєна премії імені Якуба Чишинського.
В останні роки свого життя проживала в будинку престарілих в селі Папітц поблизу Бурга. Померла Міна Віткойц 11 листопада 1975 року і була похована на кладовищі в місті Бург.

## Літературна діяльність
Міна Віткойц писала прозові твори та вірші для нижньолужицької газети «Nowy Casnik». Була одним з організаторів нижньолужицького літературного збірника «Serbska Pratyja». У 1934 році видала поетичну збірку «Wĕnašk błośańskich kwĕtkow», яка принесла їй популярність.
Основні твори
- Dolnoserbske basni, 1925;
- Wěnašk błośańskich kwětkow (Вінок квітів з Блот), 1934;
- Erfurtske spomnjeśa, автобіографія, 1945;
- K swětłu a słyńcu, Berlin 1955;
- Prědne kłoski, Berlin 1958;
- Po drogach casnikarki, Bautzen 1964, ISBN 3-7420-0281-3;
- Pśedsłowo k antologiji Jadna z nich jo šołtowka: antologija noweje dolnoserbskeje literatury, Budyšyn 1971.

Посмертні видання
- Echo aus dem Spreewald, Bautzen 2001, ISBN 3-7420-1857-4.

## Пам'ять
- Її ім'ям названа середня школа в селі Вербен;
- У селі Вербен знаходиться невеликий музей, присвячений діяльності Міни Віткойц.